# Гауптвахта уланского полка
Гауптвахта уланского полка — памятник архитектуры.
Памятник архитектуры расположен в Петергофе, современный почтовый адрес дома — улица Аврова, дом № 24/1.
Гауптвахта построена в 1840 году при въезде на территорию казарм лейб-гвардии Уланского полка. Это массивное прямоугольное здание, фасад которого сделан в виде лоджии с двумя колоннами дорического ордера. На продольных стенах колоннам соответствуют пилястры. У здания карниз с модульонами и массивный парапет. Внутрь здания ведёт широкая каменная лестница с шестью ступенями, украшенная постаментами для ваз.
В здании некоторое время размещалась военная комендатура.